# Luisenhof (Dresden)

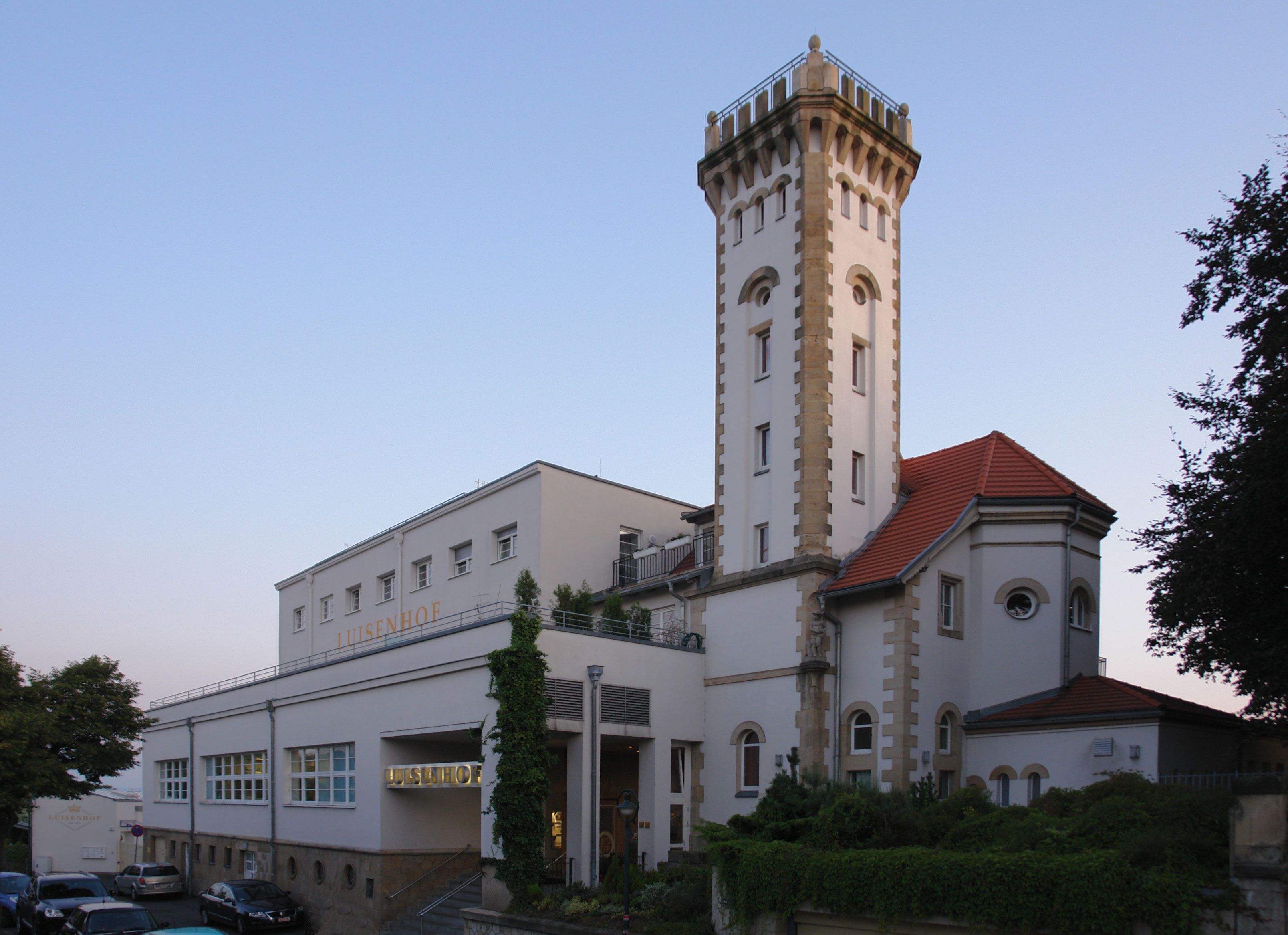
Luisenhof, 2008

Der Luisenhof ist ein Restaurant in Dresden. Er befindet sich im Stadtbezirk Loschwitz an der Bergbahnstraße, gegenüber der Bergstation der Dresdner Standseilbahn. Durch den Standort an den oberen Elbhängen wird der Luisenhof auch als „Balkon Dresdens“ bezeichnet.
Der Name Luisenhof geht auf die sächsische Kronprinzessin Luise von Toskana zurück, die um die Jahrhundertwende in Dresden lebte.

## Geschichte

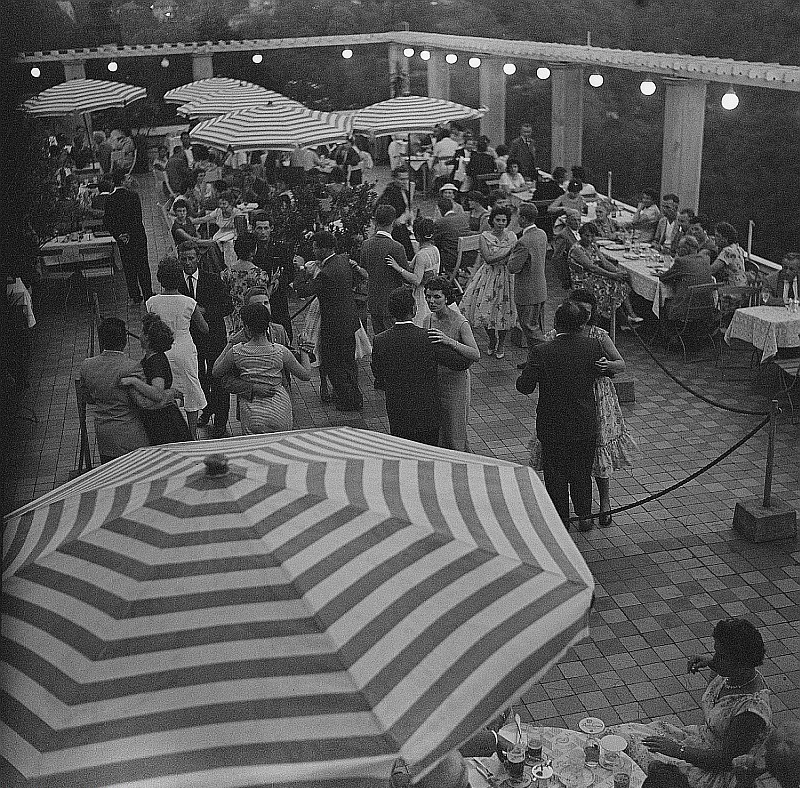
Terrasse des Luisenhofs, 1958

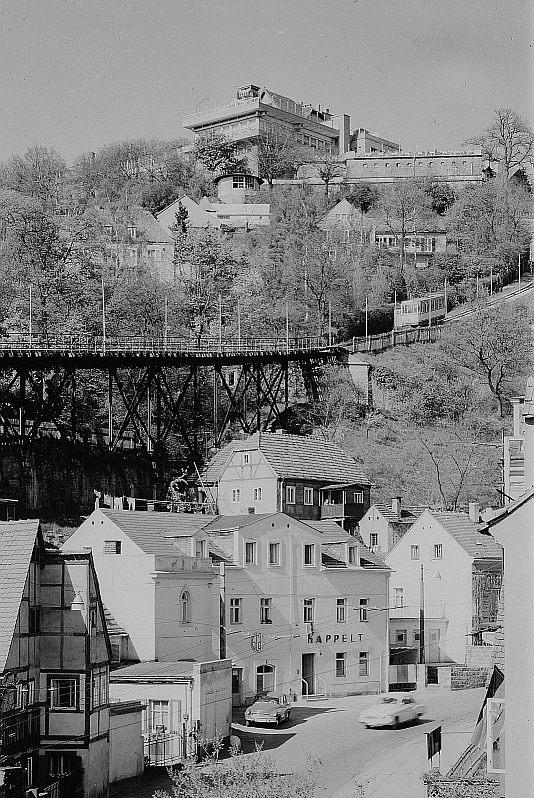
Standseilbahn mit Luisenhof, um 1960

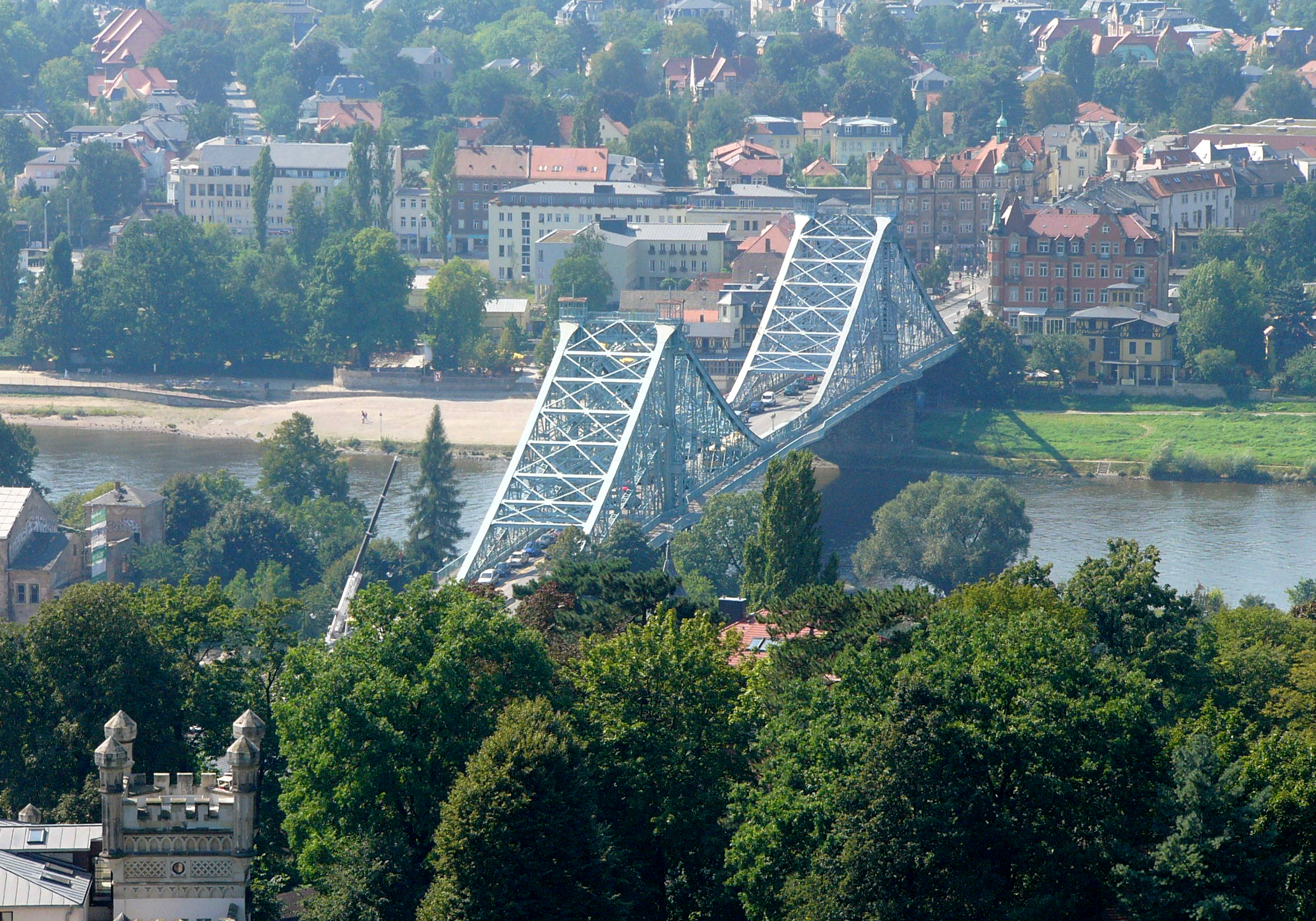
Vom Luisenhof blickt man direkt auf das ebenfalls nach der Kronprinzessin benannte Café Toscana rechts neben dem Blauen Wunder; davor die Villa Marie

Der Luisenhof wurde nach Plänen des Dresdner Architekten Richard Friedrich Reuter (1861–1942) durch das Unternehmen Friebel & Großmann erbaut und in den ersten Jahren bewirtschaftet. Die Aussichtsgaststätte wurde etwa zeitgleich mit der Standseilbahn am 25. September 1895 eröffnet. Bis 1914 erfolgte an der Ostseite der Anbau eines großen Musikpavillons, wodurch die Aussicht stark eingeschränkt wurde. Im Jahr 1920 übernahm Albin Voigt mit seiner Familie durch Ankauf vom vorherigen Besitzer Friedrich August Reck die Leitung des Hotels. Zwischen 1920 und 1925 wurde der „Lindengarten“ an der Elbseite verglast. Dabei ging es dem Restaurant darum, auch bei schlechtem Wetter Gäste bewirten zu können.
Am 6. April 1928 eröffneten die großzügig erweiterten Gasträume. Es konnten etwa viermal mehr Personen untergebracht werden; der Umsatz verdoppelte sich. Die Stadtrundfahrten nahmen den Luisenhof in ihr Besichtigungsprogramm auf. Allerdings musste dafür der Musikpavillon im Lindengarten abgerissen werden.
1930 erfolgte ein weiterer großer Umbau, bei dem vor allem logistische Erneuerungen vorgenommen wurden. Dabei erhielt das Gebäude eine zweigeschossige unterirdische Großgarage und eine Tankstelle mit zwei Zapfsäulen. Im Jahr 1935 wurden weitere Verglasungen zum Wind- und Wetterschutz durchgeführt.
Am 8. Mai 1945 wurde die Gaststätte geschlossen, konnte aber bereits am 1. Juni 1945 wiedereröffnen. Im nächsten Jahr übernahm die Sächsische Hotel- und Gaststätten GmbH den Betrieb.
Bei einem durch glimmende Tabakreste verursachten Brand in der Nacht zum 28. September 1956 wurden die Räumlichkeiten beschädigt. Dabei kam die Nachwuchsschwimmerin Helga Voigt durch eine Rauchgasvergiftung ums Leben, eins der drei Kinder des damaligen Restaurantinhaberpaars Voigt. Infolgedessen schloss der Betrieb bis zum April 1957.
Zwischen 1975 und 1990 war die Handelsorganisation Gaststätten (HOG) Dresden im Besitz des Betriebes. Danach gelangte er wieder zurück an Hans-Otto Voigt. Im Jahr 1997 wurde das Gebäude saniert und umgebaut. Im August 1999 erfolgte die Wiedereröffnung des Luisenhofs.
Ab dem 9. Mai 2002 betrieb Familie Armin Schumann das Gasthaus. Am 5. März 2006 wurde der Luisenhof als Topausbildungsbetrieb Deutschlands für Köche geehrt.
Am 15. Dezember 2014 wurde das Gebäude des Luisenhofs für 1,8 Millionen Euro zwangsversteigert. Neuer Eigentümer ist das Aachener Unternehmen Patria-Casa Vermögensverwaltung. Der Pachtvertrag der Gaststätte lief bis 2017.
Am 25. Februar 2015 gab Armin Schumann bekannt, dass die Familie Schumann den Betrieb des Luisenhofs wegen „überzogener Pachtforderung“ (Erhöhung der Pacht um 5.000 auf 19.000 Euro pro Monat) des neuen Eigentümers zum 30. Juni 2015 aufgibt.
Von Juni bis Oktober 2017 wurde die Terrasse des Luisenhofes saisonal unter dem Namen „Inges Weinterrasse“ von Matthieu Caziot und Nick Murphy bewirtschaftet. Für die Innenräume wurde im November 2016 ein Bauantrag für den Umbau in eine verkleinerte Gaststätte und sechs Mietwohnungen eingereicht.
Im März 2018 wurde das Restaurant Luisenhof vom Gastronomen-Ehepaar Carsten Rühle und Carolin Rühle-Marten wiedereröffnet.